# Paul Landowski
Paul Maximilien Landowski, född 1 juni 1875, död 31 mars 1961, var en fransk skulptör. Han var son till polska flyktingar i Paris efter Januariupproret (1863-1864) mot Ryssland för polsk självständighet.
Landowski var elev till Louis-Ernest Barrias. Redan före första världskriget tillhörde Landowski de ledande skulptörerna i Frankrike med verk som Kains söner och Arkitekturen. Under mellankrigstiden utförde han en rad betydelsefulla krigsmonument, bland annat flera i Paris, i Bordeaux och Le Mans, alla i strävan efter monumental enkelhet. Hans mest kända verk är Kristus Frälsaren-statyn i Rio De Janeiro som var färdig 1931.